# Andreï Vieru
Andreï Vieru   (Bucarest, 1958) és un pianista, escriptor i filòsof d'expressió francesa.

## Biografia
Va néixer a Bucarest a un pare romanès (el compositor Anatol Vieru) i mare russa (la musicòloga Nina Vieru). Ha viscut a França des del 1989, on es va naturalitzar el francès el 1994. És el nebot del filòsof romanès Sorin Vieru (germà d'Anatol Vieru).

## El pianista
Andrei Vieru va estudiar amb Dan Grigore al Conservatori Nacional de Bucarest (actual Universitat Nacional de Música). Afirma tenir la influència musical i moral dels seus pares, així com la de Philip Herschkowitz, a qui va tenir l'oportunitat de fregar-se d'espatlles a Moscou. Segons les seves pròpies paraules, Andrei Vieru afirma innovar respectant l'esperit i, per a bona part, el programa de les obres que va decidir incloure al seu repertori.
Va fer el seu debut parisenc al Grand Auditorium de Radio France i després al Gaveau. Le Monde titula en les crítiques d'aquests concerts "Un pianista contra l'actual" i "Un filòsof al teclat", mentre que en aquell moment Vieru havia parlat, ni oralment ni per escrit, sobre gairebé res. Després va ser convidat a actuar a nombrosos festivals, a França (en particular el de La Roque d'Anthéron) i a l'estranger (Bèlgica, Alemanya, Itàlia, Finlàndia, etc.).
A la premsa especialitzada en música, ha estat comparat amb artistes tan diversos com Dinu Lipatti, Radu Lupu, Clara Haskil, Sviatoslav Richter, Mieczysław Horszowski, Glenn Gould, Wanda Landowska, Thelonious Monk i fins i tot Jean-Luc Godard.

## Escriptor
Andrei Vieru va fer el seu debut literari a la "Nouvelle Revue française". Va publicar per primera vegada una sèrie d'assaigs literaris que seran recollits en part en la seva primera col·lecció, "Le Gai Ecclésiaste", publicada per Éditions du Seuil (2007). Tot i que mostra un cert gust per l'anècdota estimada pels moralistes francesos, aquest llibre sembla concebut com un esbós d'una teoria general de la interpretació.
Quan es va publicar la lloança de Vanity. (Grasset, 2013), el seu segon treball, {es va notar que malgrat les aparences, aquest és menys un llibre sobre vanitats, ambicions i les gelosies com a assaig sobre talent i geni. Vieru va reconèixer quan va sortir la versió en romanès (traducció de l'autor) de l'obra novembre de 2016, que finalment es va adonar per si mateix d'aquesta doble temàtica. Tot i que no és un llibre d'aforismes, aquest assaig havia estat tanmateix percebut per la premsa literària com a pertanyent a la tradició francesa de La Rochefoucauld, Chamfort i Cioran.
Sota l'aspecte més específic dels temes de traducció, assumirà el tema de la interpretació d'obres d'art en el seu assaig "Sobre la tasca del traductor i el de l'intèrpret" publicat al primer número de la crítica. Courage (Grasset, 2015).

## Filòsof
Andrei Vieru intenta mostrar la universalitat dels conceptes freudians i bergònics de desplaçament, reversió i condensació (tríada a la qual afegeix l'abisme), així com el caràcter universal de la jerarquia establerta entre ells.
Sota la influència de Karl Popper, no es va conformar amb mirar el contrapunt com "la realització més insignificant del pensament humà", va postular la naturalesa essencialment no lingüística de la música. Amb especial atenció als problemes clàssics vinculats al lliure albir, que ell defineix com "relacionats amb allò que és possible i contingent", Vieru va emprendre el 2016 una crítica als conceptes del totalitarisme, de democràcia, de l'oligarquia i l'anomia així com de les relacions lògiques i dinàmiques que aquestes mantenen mútuament. Per a ell, la llibertat política apareix al registre "allò permès i expressament opcional".
El punt de partida de la seva anàlisi està ancorat en la interpretació topològica de les lògiques modals (especialment deòntiques), on l'operador modal (possible) es pot interpretar com a operador topològic de tancament (vegeu nota i referència núm. 5).

## Afició: matemàtiques
Vieru va proposar un mètode elemental de renormalització de les funcions multi-zeta a arguments de la forma (1, 1,..., 1) per mitjà purament analític de no apel·lar a cap tipus de concepte algebraic. Va mostrar que aquests valors re normalitzats coincideixen amb els coeficients del desenvolupament en sèrie de la funció Gamma inversa, que, va assenyalar, obeeixen un combinatori idèntic a les fórmules que expressen els determinants de les matrius en termes de traces.
També va mostrar que podríem definir la funció zeta de Riemann a la mitja línia (0, ∞) tot alhora, de manera que, per a l'argument 1, la funció pren naturalment com a valor la Constant d'euler. Va proposar, sense demostrar-ho, una sèrie convergent que expressés la funció logarítmica en termes de números harmònics d'arguments fraccionaris i graus imparells corresponents als valors interiors imparells de la funció zeta de Riemann (també es troba en el terme general de la sèrie.).
Va donar, encara sense demostració, la forma explícita dels coeficients de la sèrie Laurent de les funcions Γ i lnΓ al barri de totes les singularitats negatives d'aquestes dues funcions (mitjançant una fórmula única per a cadascuna d'aquestes dues funcions). Per als coeficients de la sèrie Laurent de la funció Gamma al voltant dels seus pols negatius, Vieru obté sumes imbricades cada cop més complexes, amb l'aspecte d'un fractal.

## Discografia
A INA: RAM:
- Beethoven: 6 Bagatelles op.126
- Liszt: Sonata en re menor
- JS Bach: L'art de la fuga
- Scriabin: 9a Sonata, Désir op. 57, Poema op. 59 # 2

A Harmonia Mundi:
- Beethoven: 11 Bagatelles op. 119
- Beethoven: Variacions Diabelli op. 120
- Moussorgski: fotografies d'una exposició
- Stravinsky: Rite of Spring (dos piano amb Dan Grigore)
- JS Bach: fragments d'Anna Magdalena Bach
- JS Bach-Vieru: Catorze cànons sobre les vuit primeres notes del tema de les variacions de Goldberg
- JS Bach: Variacions Goldberg

Alfa:
- JS Bach: teclat ben temperat (primer llibre)
- JS Bach: Clavier ben temperat (segon llibre)

## Premis
- Premi Lili i Nadia Boulanger, atorgat per l'Acadèmia de Belles Arts.
- Premi Casanova (creat per Pierre Cardin el 2011, atorgat a un autor europeu que escriu en francès)